# Cheapsides
Cheapsides var en civil parish från 1858 till 1892 då den blev en del av Scalby, i grevskapet East Riding of Yorkshire, i England. Civil parish var belägen 21 km från Beverley och hade 37 invånare år 1881.